# Sabine Westermaier

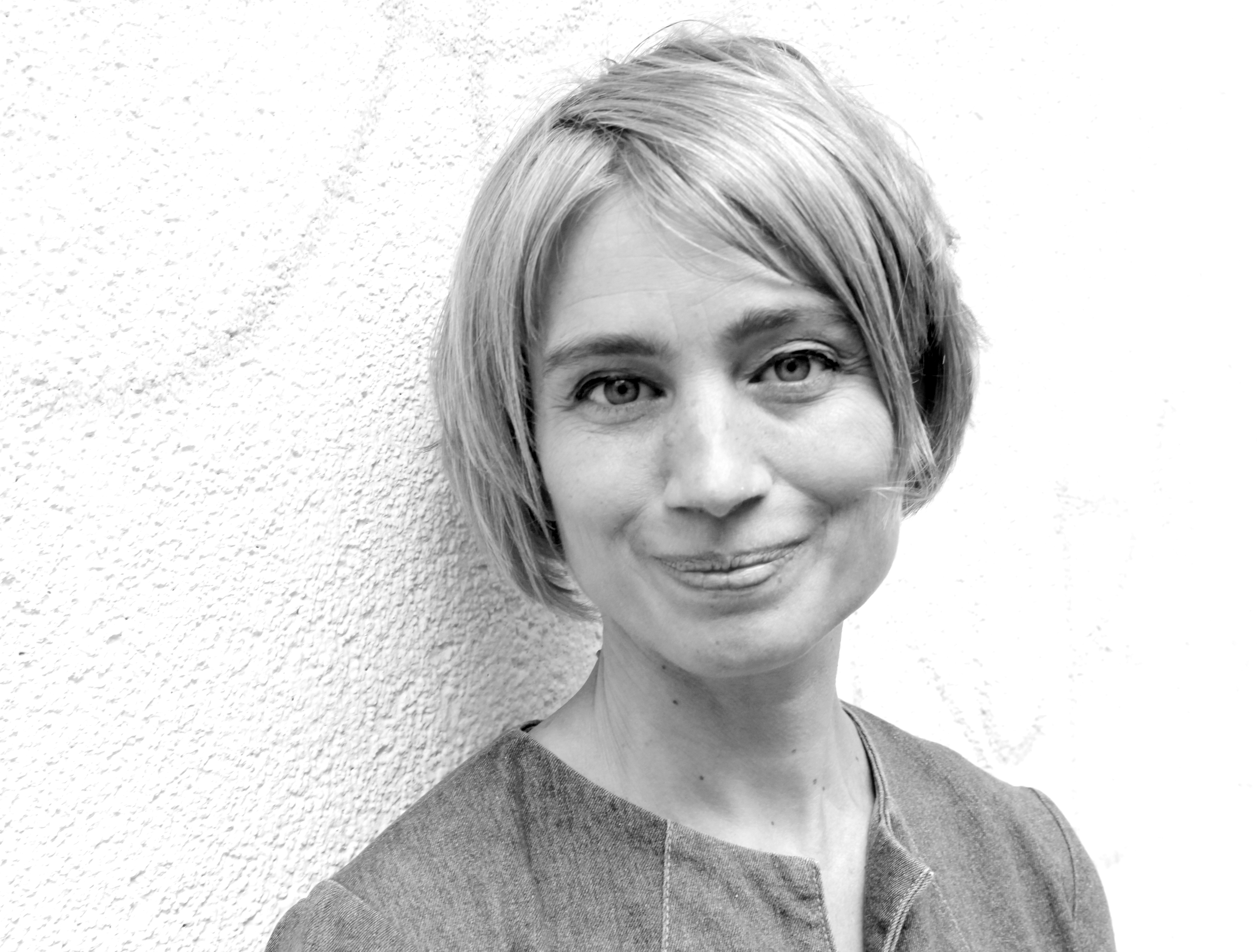
Sabine Westermaier in 2019

Sabine Westermaier (* 1971 in München) ist eine deutsche Drehbuchautorin, Dramaturgin und Lektorin.

## Leben
Sabine Westermaier wurde 1971 in München geboren und studierte Neuere deutsche Literatur- und Theaterwissenschaften an der FAU Erlangen-Nürnberg. Von 2000 bis 2004 leitete sie zusammen mit Rainald Grebe und Claudia Bauer das Theaterhaus Jena. Von 2005 bis 2008 arbeitete sie als Schauspieldramaturgin an den Staatstheatern Stuttgart. Von 2009 bis 2017 war sie Lektorin beim henschel Schauspiel Theaterverlag Berlin. 2012 erhielt sie gemeinsam mit Michael Baumann für das Drehbuch "Willkommen bei Habib" den Thomas Strittmatter Drehbuchpreis und 2014 eine Special Mention bei der Verleihung des Förderpreises Neues Deutsches Kino. Im Herbst 2018 nahm Sabine Westermaier an der Ausbildung zum Autor für Film und TV der Master School Drehbuch unter Leitung von Eva-Maria Fahmüller in Berlin teil. 2018 war sie zusammen mit Michael Baumann für das Drehbuch "Missing*Link" für den Thomas-Strittmatter-Drehbuchpreis nominiert. Im selben Jahr gründete sie rua. Kooperative für Text und Regie, einen Agenturverlag für Theaterschaffende aus den Bereichen Text und Regie. 2022 erhielt sie ein Recherche- und Schreibstipendium für „Ada (fährt nach) Israel“ am Arad Contemporary Art Center in Arad (Israel) und eine BKM-Drehbuchförderung für "Der Fels". Neben Drehbüchern schreibt sie Geschichten für den Bayerischen Rundfunk. Im Juni 2025 wird der Spielfilm "Missing*Link" auf dem Filmfest München uraufgeführt.

## Drehbücher
- 2025: Missing*Link – Spielfilm WDR, SWR, Arte[3]
- 2024: Der Fels (fertiggestellt), Kinospielfilm in Entwicklung
- 2022: Ada (fährt nach) Israel (fertiggestellt), Kinospielfilm in Entwicklung
- 2014: Willkommen bei Habib – Spielfilm SWR[4]